# Luis Jiménez Marhuenda
Luis Jiménez Marhuenda (San Vicente de Raspeig, ? - ?, 2000) fue periodista, explorador, divulgador de temas parapsicológicos y uno de los principales expertos en el caso Ummo.

## Biografía
Luis Jiménez Marhuenda nació en San Vicente del Raspeig (Alicante). En los años 1940 viajó a la Guinea Española. Allí se aficionó a la radio aprendiendo en una emisora casi clandestina que se llamó Radio Papaya y después ayudó a levantar las emisoras que allí se fundaron luego, Radio Santa Isabel de Fernando Póo, en la isla, y más tarde Radio Ecuatorial Bata, en Río Munoi.
Fue director de ambas pero cuando España independizó a Guinea Española y nació Guinea Ecuatorial como nación independiente, fue expulsado con todos los coloniales que habitaron el país.
Jiménez Marhuenda creó la Federación de Montañismo de Guinea y fue de los primeros en ascender al Pico de Santa Isabel (actual Pico Basilé). Jiménez buscó en lo recóndito e inexplorado y ha pasado a la historia como el descubridor de la Caldera de San Carlos . Acompañado de un buen equipo que integraba con él la Federación de Montañismo, llegó aquel año de 1961 a lo más hondo de la Caldera, tras haberla subido por los cauces de los ríos fronteros con el poblado de Ureka y clavó en el fondo del cráter la bandera de España. Creó, fundo y presidió la Atag, Asoc. Teatral de Guinea.
Tras veinte años en Guinea y vuelto a España e integrado en Radio Nacional de España y Radiocadena Española, se casó en Madrid con Mari Carmen Pastor, ocutora a la que conoció en Radio Santa Isabel de Fernando Póo. Los hijos de la pareja son Javier, Silvia y Leticia.
Desde 1969 dedicó su hacer al periodismo radiofónico y realizó durante muchos años, en Alicante, el programa "A media Voz" en la emisora La Voz de Alicante, en la que también participó en el programa España Mundial. Experto en temas paranormales, hizo muy popular su nombre y su nutrida audiencia esperaba impaciente cada programa que crecía en interés. En ese mismo año 1980, fue coordinador en 1980 de un congreso en Alicante sobre el caso Ummo.
Dirigió "La Guía. Revista de Alicante y Provincia", donde dedicó páginas a temas de misterio. Fue también hasta su muerte el director de la Emisora Onda 2000 de Alicante. Fue miembro de honor de la Sociedad Española de Investigaciones Parapsicológicas.

## Relación con el "Caso Ummo"
Jiménez Marhuenda fue experto en el caso Ummo, que tuvo cierta popularidad en España y Francia en los 60 y 70, según la cual miembros de la civilización ummita habrían contactado con personas de la Tierra a través de cartas.
En una entrevista afirmaba que tenía "pruebas concluyentes de que el caso UMMO es cierto". En el programa del 17 de marzo de 1980 de "Más Allá" afirmó haber recibido una carta de los ummitas, "la penúltima", según Antonio Ribera, en mayo del año anterior. Esa carta cuenta toda la historia de los Ummo", señaló, y contaba que los ummitas "se habían ausentado de la Tierra y habían regresado recientemente a Dinamarca y que se distribuían por diferentes países".
En las cartas que Jiménez Marhuenda afirmaba haber recibido de los ummitas se le ordena que deje de "interferir en sus relaciones con los habitantes de su planeta".
Jiménez Marhuenda se reunió con once personas en su domicilio de San Vicente de Raspeig en la noche del 27 de mayo de 1979 tras lanzar una alerta ovni en su programa. Los testigos afirman haber visto un ovni pasada la medianoche durante 40 segundos. El diario Información recogió en su portada del día siguiente el suceso.

## Distinciones
- Encomienda de la Orden de África[2]